# 望夫成龍 (電影)
《望夫成龍》為於1990年上映的香港劇情片，由梁家樹執導，周星驰和吳君如主演。本片是周星驰主演的第一部文艺片，而本片的票房远比当时其他的文艺片高。

## 劇情大綱
阿水（周星馳）自小在阿娣父親的小餐館工作，平生無甚志向。阿娣（吳君如）卻對阿水情有獨鍾，雖然父親反對他們來往，阿娣還是義無反顧與阿水私奔離開鄉下進城去開始新生活，雖然兩人沒錢只能住破舊木房，但兩小無猜的單純生活還是相當甜蜜幸福。
學歷不高的阿水找工作處處碰壁，雖然找到了珠寶公司工作但需要預繳兩萬港幣當押金才可入行，為了讓阿水能進入珠寶公司工作，阿娣偷偷去當舞女陪酒為阿水籌押金，進公司後阿水因為學歷不高為人土氣而不受公司重視，後來因緣際會得老闆女兒Nancy賞識而平步青雲，升職加薪也買了新房，阿娣為了不讓阿水同事知道阿水有個當過陪酒女的鄉巴佬妻子，出門都假裝兩人是姐弟。
見過世面眼界變廣的阿水與樸實如初阿娣開始因為觀念不同時有摩擦，兩夫妻常因為一些瑣事爭執而不若當初窮困時那般單純快樂，Nancy也對表現出色的阿水傾心。後來Nancy希望能帶心愛的阿水到新加坡發展事業並一起生活，不知阿娣為阿水妻子的Nancy對阿娣說出重話，斥責說姊姊太黏弟弟只會妨礙他的發展與前程，心灰意冷的阿娣以為阿水移情別戀選擇退出成全兩人，出國旅行散心；後來阿娣的妹妹怒闖阿水公司，痛罵阿水為了名利高攀老闆女兒拋棄糟糠妻，阿水下班後遍尋不著阿娣，來不及向阿娣解釋自己根本不愛Nancy也從無劈腿的意思，苦等數天不見阿娣回家的阿水萬般無奈，只好賣了兩人曾一同生活的新房，隨Nancy去新加坡工作。
兩年來阿水時刻惦記著阿娣，到新加坡後也回絕了Nancy的情意，後來Nancy交了新男友也了解阿水與阿娣的真實關係，與阿水維持友誼並對造成阿水夫妻間誤會感到抱歉。阿水放假回香港後特地到當初同住的破舊木房散心巧遇阿娣，都還情牽對方的兩人忘情相擁激吻。

## 主要演員
| 演員   | 角色                      |
| ------ | ------------------------- |
| 周星馳 | 石金水                    |
| 吳君如 | 吳帶娣                    |
| 成奎安 | 吳父 (粵語配音：盧雄)     |
| 關秀媚 | Nancy (粵語配音：朱妙蘭)  |
| 關佩琳 | 帶娣妹                    |
| 胡楓   | 九叔 (房東)               |
| 盧宛茵 | 美寶姐 (粵語配音：譚淑英) |
| 王敏德 | Nancy 男友                |
| 單立文 | Pal (粵語配音：羅君左)    |
| 黎彼得 | 黎先生 (粵語配音：盧傑群) |
| 陳國新 | 主任 (粵語配音：馮永和)   |

## 外部連結
- 香港影庫上《望夫成龍》的資料（繁體中文）
- 開眼電影網上《望夫成龍》的資料（繁體中文）
- 时光网上《望夫成龍》的資料（简体中文）
- 豆瓣电影上《望夫成龍》的資料 （简体中文）
- 互联网电影数据库（IMDb）上《望夫成龍》的资料（英文）